# Tihanyi Miklós (színművész, 1880–1913)
Ifj. Tihanyi Miklós (Budapest, 1880. január 10. – Budapest, 1913. május 11.) színész.

## Életútja
Idősebb Tihanyi Miklós színész és Pecze Teréz fiaként született. 1900-ban gyakorlatosként kezdte meg színészi pályáját Relle Iván társulatában Pozsonyban. Innen 1902 tavaszán továbbállt, majd 1903 telén Balla Kálmán társulatában szerepelt Dél-Magyarországon. 1904 ősze és 1906 tavasza között Somogyi Károlynál játszott Nagyvárad, Gyula és Orosháza környékén. Vidéki színészkedés után felkerült a Vígszínház gárdájához, ahova Nagyváradról 1906 május havában szerződött. Első nagy, döntő sikerét Bródy Sándor Tanítónőjében aratta, a tanító szerepében. Humora száraz, mindig ízléses, művészi, orgánuma, beszédtechnikája egyformán pompás volt.
1913. május 11-én hunyt el, halála után a Kerepesi úti temetőbe temették, díszsírhelyre, ahol Faludi Gábor búcsúztatta. Síremlékét 1915. május 9-én leplezték; sírkövén Kiss Józsefnek a következő négysoros verse van bevésve: "Fakasztál mosolyt, könnyeket, Művész, ahogy tetszett neked. A játéknak im végeszakadt, A taps elfogyott, a könny maradt."

## Fontosabb szerepei
- Floretto (Hennequin–Veber: Riquette)
- Boucherot (Bernard–Godfernaux: Gróf Hamlet)
- Chantenau abbé (Feydeau: Osztrigás Mici)